# Fire Shut Up in My Bones
Fire Shut Up in My Bones ist eine Oper in drei Akten von Terence Blanchard (Musik) mit einem Libretto von Kasi Lemmons nach der gleichnamigen Autobiografie des amerikanischen Journalisten Charles M. Blow. Sie wurde am 15. Juni 2019 am Opera Theatre of Saint Louis uraufgeführt. Eine erweiterte Fassung wurde ab dem 27. September 2021 als erste Oper eines schwarzen Komponisten an der Metropolitan Opera in New York gespielt.

## Handlung
Die folgende Inhaltsangabe bezieht sich auf die an der Metropolitan Opera gespielte erweiterte Fassung.

### Erster Akt
Der zwanzigjährige Charles Blow fährt auf der Interstate 20 nach Gibsland (Louisiana), der Heimat seiner Kindheit. Er betrachtet eine Waffe, die ihm einst seine Mutter gegeben hatte, und denkt aufgewühlt an ein traumatisches Ereignis seiner Vergangenheit. Damals hatte er sich weder wehren noch über das Geschehene weinen können. Jetzt sinnt er auf Rache. Destiny, sein personifiziertes Schicksal, heißt ihn in Gibsland willkommen und versucht, ihn zu beruhigen. Er soll vollenden, was er begonnen hat, doch nicht an Gerechtigkeit glauben. Vor seinem geistigen Auge sieht Charles die Ereignisse noch einmal ablaufen.
Billie, Charles’ Mutter, erklärt dem siebenjährigen „Char’es-Baby“, das er noch warten müsse, bis er wie seine vier älteren Brüder zur Schule gehen könne. Sie verspricht ihm, dass er seinen Abschluss erhalten werde und sich dann nicht wie sie selbst oder sein Vater Spinner sein ganzes Leben in der Hühnerfleischfabrik oder auf dem Bau abrackern müsse. Sie selbst träumt von einer Arbeit in einem Büro oder als Lehrerin.
Charles hilft seinem Onkel Paul bei der Feldarbeit. Er will sich und den anderen beweisen, dass er kein Kleinkind mehr ist.
In der Hühnerfabrik träumen Billie und die anderen Arbeiter träumen von einem besseren Leben. Spinner trifft ein, um seine Frau um Geld für ein Konzert zu bitten, das er mit seiner Band geben will. Er könne schließlich nicht nüchtern Blues spielen. Obwohl Billie kaum weiß, wie sie die Kinder ernähren soll, gibt sie ihm etwas.
Nach dem Abendessen bettelt Char’es-Baby seine Mutter vergeblich um Aufmerksamkeit an. Auch sie hat ihre Hoffnung auf Liebe verloren. Als ein Anrufer sie darüber informiert, dass Spinner sich mit einer anderen Frau treffe, nimmt sie eine Pistole und macht sich mit Char’es-Baby auf den Weg in die Stadt.
Bei seinem Auftritt singen Spinner und seine Freundin über Gottes Liebe für die Sünder. Als Billie und Char’es-Baby erscheinen, ignoriert Spinner eine Warnung von Verna. Billie bedroht ihn mit ihrer Waffe, schießt aber nicht, sondern vertreibt erst die junge Frau und dann Spinner. Sie erklärt Char’es-Baby, dass man manchmal einfach loslassen müsse.
Billie hat ihren Mann verlassen und lebt jetzt mit ihren fünf Söhnen auf der Farm von Onkel Paul. Als die Nachricht eintrifft, dass auf dem Highway ein Viehwagen umgekippt sei, laufen die älteren Brüdern dorthin, um sich eine Kuh zu schnappen. Char’es-Baby muss auf dem Hof bleiben. Er beschäftigt sich mit seiner Sammlung von „Schätzen“, darunter einem goldenen Knopf, über dessen Herkunft er spekuliert. Er will ihn aufbewahren, bis er selbst zu Reichtum gekommen ist. Loneliness, die Einsamkeit, wird ihn auf seinem weiteren Weg begleiten.
An Thanksgiving will Charles’ Cousin Chester zu Besuch kommen. Auch Spinner nutzt die Gelegenheit, seine Familie zu sehen. Er versucht, Billie mit Komplimenten über ihr Essen versöhnlich zu stimmen. Der Erfolg wird jedoch durch einen Anruf seiner Geliebten zunichtegemacht, und Billie wirft ihn mit gezogener Waffe hinaus. In diesem Moment trifft Chester ein. Billie fordert den widerstrebenden Charles auf, sich um ihn zu kümmern, und gibt den beiden etwas Geld für Süßigkeiten. Später prahlt Chester damit, trotzdem gestohlen zu haben. Er ist nicht bereit, sich an Regeln zu halten. Da sich die beiden jetzt zu verstehen scheinen, beschließt Billie, dass sie in der Nacht ein Zimmer teilen sollen. Dort vergewaltigt Chester seinen jüngeren Vetter. Aus Scham wagt es Char’es-Baby nicht, irgendjemandem davon zu erzählen. Bei dieser Erinnerung kommen dem erwachsenen Charles die Tränen. Destiny erinnert ihn daran, dass diese Wunde niemals heilen werde. Er solle in den Norden gehen, um seinen eigenen Weg zu finden. Charles denkt erneut an Rache. Er erinnert sich daran, wie Chester ihn nach der Tat bedrohte.

### Zweiter Akt
Charles erinnert sich an seine spätere Jugendzeit, als er von eingebildeten Schreckbildern geplagt wurde. Bei einem Taufgottesdienst verspricht der Pastor, dass Gott die Menschen von Leid und Schmerz befreie. In der Hoffnung auf Hilfe lässt Charles sich taufen. Es gibt jedoch keine Besserung. Charles versucht, mit seinem Onkel und seinen Brüdern über seine Probleme zu sprechen, findet aber kein Verständnis. Ihrer Meinung nach zeigen „echte Männer“ keine Gefühle.
Charles zieht sich in ein verlassenes Haus an einem Teich, in dem einst Kinder ertranken, zurück, um Ruhe zum Nachdenken zu finden. Dort trifft er auf Loneliness, die ihm verspricht, ihn niemals zu verlassen. Er denkt an einen Sturm in seiner Kindheit zurück, der große Verwüstungen hinterlassen hatte, aber die Bäume im Wald stehen ließ. Damals lernte er: „Wir beugen uns, aber wir brechen nicht. Wir schwingen! Unsere Wurzeln sind tief.“ Da erscheint ein junges Mädchen, Evelyn, in der Hütte und unterbricht seine Träumerei. Die beiden verstehen sich sofort.
Charles erzählt seinen Brüdern, dass er mit Evelyn seine Unschuld verloren habe. Es stört ihn nicht, dass ihr vorheriger Freund wegen Mordes zu 25 Jahren Gefängnis verurteilt wurde. Die Brüder freuen sich über sein neu gewonnenes Selbstvertrauen. Charles überlegt, in den Norden zu ziehen, um seine Vergangenheit hinter sich lassen, nimmt dann aber ein Stipendium der nahegelegenen Grambling State University an. So kann er seine Mutter wenigstens am Wochenende besuchen. Billie gibt ihm zur Sicherheit ihre Waffe mit. Nach dem Auszug ihres jüngsten Sohns sinnt sie über ihr Leben und ihre Zukunft nach.

### Dritter Akt
Am College wird Charles Mitglied der für Schwarze offenen Studentenverbindung „Kappa Alpha Psi“. Vor seiner Aufnahme muss er in einer Mutprobe seine Leidensfähigkeit beweisen.
Bei einer Feier der Verbindung lernt er Greta kennen, und die beiden verlieben sich ineinander. Nach einer gemeinsamen Nacht versprechen die beiden, einander ihre Geheimnisse zu erzählen. Charles vertraut Greta sein Kindheitstrauma an. Sie jedoch gesteht, dass sie noch einen anderen Mann liebe und Charles seinetwegen verlassen werde. Sie lässt Charles mit seinen Gefühlen allein. In seiner Verzweiflung ruft er seine Mutter an und erfährt so, dass Chester gerade bei ihr zu Besuch sei. Charles beschließt sofort, nach Hause zu fahren, um ihn mit seiner Tat zu konfrontieren. Er nimmt die Waffe mit. Destiny macht ihm Mut. Char’es-Baby ermahnt ihn, die Vergangenheit hinter sich zu lassen.
Zuhause erfährt Charles von seiner Mutter, dass Chester nach dem Telefonat „mit eingezogenem Schwanz“ fortgeeilt sei. Charles beschließt, ihr alles zu erzählen.

## Werkgeschichte
Fire Shut Up in My Bones ist nach Champion (2013) die zweite Oper des afroamerikanischen Jazz-Trompeters und Filmmusik-Komponisten Terence Blanchard. Sie entstand wie das Vorgängerwerk im Auftrag des Opera Theatre of Saint Louis und Jazz St. Louis. Das Libretto verfasste Kasi Lemmons nach der gleichnamigen Autobiografie des New-York-Times-Journalisten Charles M. Blow. Der Titel ist dem alttestamentarischen Buch Jeremia entlehnt: „Sagte ich aber: Ich will nicht mehr an ihn denken / und nicht mehr in seinem Namen sprechen!, so brannte in meinem Herzen ein Feuer, / eingeschlossen in meinen Gebeinen. Ich mühte mich, es auszuhalten, / vermochte es aber nicht.“ (Jer 20,9 ) Dieses Buch war Blanchard von seiner Frau empfohlen worden. Schon nach wenigen Seiten stellte er fest, dass die Geschichte sich gut für seine nächste Oper eignen würde. Er konnte sich gut mit Blow identifizieren, da beide aus Louisiana stammten und von ihren Altersgenossen ausgegrenzt wurden – Blow wegen seiner Sexualität, Blanchard wegen seiner Leidenschaft für die Musik und besonders den Jazz. Bevor er den Auftrag zu Champion erhielt, hatte er noch nie eine Oper live gesehen. Er war daher völlig überwältigt, als er in Saint Louis John Coriglianos The Ghosts of Versailles sah.
Die Uraufführung am 15. Juni 2019 inszenierte James Robinson. Das Bühnenbild stammte von Allen Moyer, die Kostüme von James Schuette, die Videoprojektionen von Greg Emetaz, das Lichtdesign von Christopher Akerlind und die Choreografie von Seán Curran. Die musikalische Leitung hatte William Long. Es sangen Davóne Tines (Charles), Julia Bullock (Destiny, Loneliness und Greta), Karen Slack (Billie), Michael Redding (Uncle Paul), Chaz’men Williams-Ali (Spinner), Markel Reed (Chester), Leroy Y. Davis (Vorarbeiter, Pastor, Verbindungsbruder und Lay About Man), Randell McGee (Kaboom, Verbindungsbruder und Lay About Man), Katerina Burton (Verna, Young Lovely, Nachbar und Chormitglied), Brittany Graham (Nachbar, Chormitglied und Klatschtante), Dorian Dillard (Verbindungsbruder und Lay About Man), Rehanna Thelwell (Ruby, Sinner, Nachbar und Klatschtante) und Tesia Kwarteng (Bertha, Nachbar, Chormitglied und Klatschtante).
Ab dem 27. September 2021 übernahm die Metropolitan Opera New York das Werk als erste dort aufgeführte Oper eines afroamerikanischen Komponisten. Es handelte sich zugleich um die erste Bühnenaufführung nach achtzehnmonatiger Zwangspause aufgrund der Maßnahmen gegen die COVID-19-Pandemie. Die Aufführung war ursprünglich für den Herbst 2023 vorgesehen, wurde aber aufgrund der Rufe nach Rassengerechtigkeit durch die Black-Lives-Matter-Bewegung nach der Tötung von George Floyd vorgezogen. Gespielt wurde eine an die sehr viel größere Bühne angepasste Fassung mit Camille A. Brown als Co-Regisseurin und Choreografin – der ersten schwarzen Frau, die an der Met Regie führte. In dieser Fassung gibt es zusätzliche Tanz-Szenen. Andere Szenen wurden erweitert und die Partie von Charles’ Mutter Billie deutlich aufgewertet. Es dirigierte Yannick Nézet-Séguin. Die Gesangsbesetzung bestand ausschließlich aus schwarzen Darstellern. In den Hauptrollen sangen Will Liverman (Charles), Angel Blue (Destiny, Loneliness und Greta), Latonia Moore (Billie), Ryan Speedo Green (Uncle Paul), Chauncey Packer (Spinner), Walter Russell III (Char’es-Baby) und Chris Kenney (Chester). Es handelte sich um eine Koproduktion mit der Los Angeles Opera und der Lyric Opera of Chicago. Die Uraufführung wurde vom Publikum mit großem Jubel aufgenommen. Als besondere Geste gab es vier Tage vor der eigentlichen Uraufführung simultan im Marcus Garvey Park in Harlem und vor dem Opernhaus der Met eine Voraufführung. Der Rezensent der Opernwelt lobte besonders die Leistungen des fast durchgängig auf der Bühne präsenten Will Liverman („leidenschaftlich und intelligent, wunderschön gesungen“), der in mehreren Rollen auftretenden Angel Blue („opulente Mittellage und luzide Höhe“) und von Latonia Moore („famose[] Darstellung, […] atemraubende emotionale Resonanz und vokale[r] Glanz“). Sein Fazit lautete: „Ein aufregender Abend, ein wichtiges Werk“. Die Aufführung habe „auch als gesellschaftliches Ereignis alle Erwartungen erfüllt“. Der Kritiker der New York Times fand zwar, dass einige der Ergänzungen der Neufassung unnötige Längen verursachten, bezeichnete das Werk aber immer noch als frisch und berührend mit glaubwürdigen Charakteren. Die Kritikerin des Orpheus Magazin meinte: „Die knappen drei Stunden inklusive Pause verlieren keinen Moment an Spannung.“ Der Rezensent des Observer hingegen wies auf einige Längen und unnötige Wiederholungen hin. In der gegenwärtigen vollen Länge sei die Oper ein Kandidat für die beste amerikanische Oper des 21. Jahrhunderts, um vielleicht 20 Minuten gekürzt ein klarer Sieger.
Die Aufführungen der Lyric Opera of Chicago fanden im März und April 2022 statt. Die meisten Hauptdarsteller der Met-Produktion traten auch hier auf. Der Rezensent von Chicago Classical Review fand das Werk wenig überzeugend. Die Geschichte sei zwar fesselnd und enorm ansprechend, doch die Musik fade und nicht in der Lage, sich zu den emotionalen Höhepunkten der Handlung aufzuschwingen. Das Libretto springe von Banalitäten zu pubertären Vulgaritäten. Der Versuch, mit wiederholten hausbackenen Phrasen poetische Höhen zu erreichen, sei nur sporadisch erfolgreich. Obwohl Fire insgesamt eine würdige Oper sein könne, wirke sie in der (von der Met übernommenen) erweiterten Fassung aufgebläht. Das sei umso bedauerlicher, als das Gesangsensemble durchgängig exzellent und dramaturgisch glaubwürdig gewesen sei.

## Gestaltung
Der Komponist Terence Blanchard bezeichnete Fire ausdrücklich nicht als „Jazz-Oper“, sondern als „Opera in Jazz“. Nach eigener Aussage wollte er damit die ihm bekannte amerikanische Folklore, d. h. den Jazz, in die Welt der Oper einführen, nicht aber durch dieses Werk eine Aussage über den Jazz machen. Das sei vergleichbar mit Igor Strawinskys Bemühungen, folkloristische Musik in die Klassik einzubringen. Obwohl Blanchard das Orchester um ein Jazz-Quartett ergänzte, klingt die Musik zu großen Teilen eher nach Blanchards Filmmusiken. Die Oper enthält ausgedehnte Monologe und Gospel-Chöre. Der Rezensent der Opernwelt beschrieb die Musik als „rhythmisch fetzig[], häufig chromatisch strukturiert[]“.
Der Charakter der Hauptfigur wird am Anfang der Oper durch eine schnelle harmonische Bewegung, enge Orchestertexturen, Dissonanzen durch ergänzte Töne und sich verdrillende Streicherlinien dargestellt. Diese Bewegung verlangsamt sich während Charles’ Phasen der Einsamkeit, um arioser, an Giacomo Puccini gemahnender Musik Platz zu geben.
Eine mutmaßliche textliche Anspielung an die „Nacht der Liebe“ aus Richard Wagners Tristan und Isolde gibt es im Duett von Charles und Greta bei den Worten „I used to hate the night. Night was my sworn enemy.“ Auf ähnliche Weise verweist Charles’ „I am what I am“ gegen Ende der Oper auf das Musical La Cage aux Folles.
Vom Publikum der Metropolitan Oper wurde besonders die Tanz-Szene der Studentenverbindungsbrüder am Anfang des dritten Akts enthusiastisch aufgenommen.

## Aufnahmen
- 23. Oktober 2021 – Yannick Nézet-Séguin (Dirigent), James Robinson und Camille A. Brown (Regie), Allen Moyer (Bühne), Paul Tazewell (Kostüme), Christopher Akerlind (Licht), Greg Emetaz (Projektionen), Camille A. Brown (Choreografie), Orchester und Chor der Metropolitan Opera New York.
 Will Liverman (Charles), Angel Blue (Destiny, Loneliness und Greta), Latonia Moore (Billie), Ryan Speedo Green (Uncle Paul), Chauncey Packer (Spinner), Walter Russell III (Char’es-Baby), Chris Kenney (Chester), Brittany Renee (Evelyn), Donovan Singletary (Pastor und Kaboom), Denisha Ballew (Verna), Cheikh M’Baye (William), Oleode Oshotse (Nathan), Ejiro Ogodo (James), Judah Taylor (Robert), Norman Garrett (Vorarbeiter), Terrence Chin-Loy (Chicken Plucker und Adult William), Briana Hunter (Ruby und Woman Sinner), Marguerite Mariah Jones (Young Lovely), Cierra Byrd (Bertha), Calvin Griffin (Adult Robert), Errin Duane Brooks (Adult Nathan), David Morgans Sanchez (Pledge), Chase Taylor (Nash).
 Video; live aus der Metropolitan Opera New York.
 Videostream der Metropolitan Opera; Radio-Übertragung u. a. auf NDR Kultur.[16][17][18][19]